# Освобождение Ченстоховы
Освобождение Ченстоховы 16-17 января 1945 года — операция Красной Армии по освобождению Ченстоховы, польской духовной столицы, часть Сандомирско-Силезской операции и Висло-Одерской операции. Из-за эффекта внезапности город был освобождён с минимальными потерями при многократно превышающих силах обороняющихся.

## Подготовка к обороне
Уже летом 1944 года командование Вермахта отдало приказ готовиться к обороне Ченстоховы, как города, имеющего стратегическое положение, и оборонять его до последнего солдата. Тогда было начато фортифицирование Ченстоховы и окрестностей; работы велись под надзором Организации Тодта, которая подготовила в полосе 10-25 км на восток от города систему укреплений и противотанковых рвов, имеющих ширину до 400 м. На выездных магистралях Ченстоховы возвели баррикады из армированного камня, а в зданиях устроили пулемётные гнезда. В окрестностях нынешней аллеи Армии Крайовой, были созданы склады вооружений для нужд 4-й танковой армии. К концу 1944 года в Ченстохове располагались 5180 солдат Вермахта и 4280 солдат, набранных из бывших советских военнопленных («власовцы») и добровольцев из стран Балтии.

## Наступление советских войск
Ченстохову освобождали части, принадлежащие к 3 гвардейской танковой армии Рыбалко, 5 гвардейской армии и 9 и 14 гвардейским стрелковым дивизиям. Советская армия эффективно использовала затянувшееся затишье осени 1944-начала января 1945 года для пополнения сил и тренировки личного состава и 12 января перешла в стремительное наступление в южной Польше. В связи с быстрым наступлением Красной армии в ходе Висло-Одерской операции немцы не успели подготовить как следует оборону: силы, предназначенные для этой цели, были разбиты или шли из глубоких тылов Рейха. 15 января 14-я гв.сд встретила, тем не менее, сильное сопротивление, немцы силами 68 и 304 пехотных дивизий смогли перейти в местное контрнаступление. Только вечером советские силы, вернув инициативу, взяли Щекоцины, обеспечили переправу на Пилице и достигли Сецемина.
На рассвете, около 6 утра, 16 января группа танков из 2 батальона 54 гвардейской танковой бригады под руководством майора Семёна Хохрякова отправилась для переправы через Пилицу в составе 21 машин Т-34/85. Батальон был усилен десантом из 2 батальона 23-й моторизованной пехотной бригады гвардии капитана Николая Горюшкина: вместо стандартных 4 человек танкового десанта на броне, на каждую машину дополнительно посадили ещё 4 десантников. Вслед за 2 батальоном шли 1 и 3 танковые батальоны, также усиленные мотопехотой общей численностью до 400 солдат и приданным 1419 самоходным артиллерийским полком в составе 21 самоходных орудий.
В Святой Анне произошло столкновение с небольшой немецкой группировкой при поддержке Люфтваффе и артиллерии. 2-й батальон Хохрякова успел выйти из деревни как раз перед налётом, который нанёс следующим за ними танкам и пехоте большие потери, поэтому Хохряков не подозревал, что движется без поддержки двух батальонов.
С первым серьёзным препятствием наступающие танкисты столкнулись в Мстуве, выйдя на подготовленный к обороне рубеж. Взвод Михаила Лучкина, находившийся в ОРД, вступил в бой на восточной окраине населённого пункта. Через час Мстув пал.

## В Ченстохове
В отсутствие радиосвязи с командованием бригады, Хохряков принял решение о входе в город. 2 батальон вошёл в Ченстохову после полудня через бреши в баррикаде на Варшавской улице. Немцы в панике разбежались, не успев закрыть баррикаду. На пл. Нарутовича (ныне пл. Дашиньского) танки свернули на центральную аллею Пресвятой Богородицы. Столкновения с немецкими силами произошли на перекрёстке с Валами Дверницкого, где танки наехали на колонну грузовиков, аллее Вольности, где стоял Тигр и пл. Перацкого (ныне пл. Беганьского), где был ДОТ. Два танка успели проскочить под стены монастыря Ясная Гура, а спохватившиеся немцы сожгли из фаустпатронов несколько танков на пл. Перацкого. Механик-водитель одного из танков, Лев Егоров, потеряв весь экипаж своей машины, сумел отвести её назад по аллее в район железнодорожного виадука, где был вторично подбит и взят в плен. Это был единственный пленный советский боец в тот день.
Примерно в то же время над городом появилась группа штурмовиков Ju-87 Ганса Руделя. Они атаковали танки на аллее и, по свидетельствам немцев, подожгли 3 из них, после чего вылетев в восточном направлении, подожгли ещё 5 танков на подходе к городу. В то же время с аэродрома Рудники, к северу от города, колонны подходящих частей атаковали FW-190.
С опозданием остальные силы бригады, а именно 1 и 3 танковые батальоны, обошли город с севера и с юга, отрезав немцам пути отступления. Танки первого батальона двинулась по ул. Орлиц-Дресера (ныне ул. Огородова) и 1 Мая в направлении вокзала Страдом, куда прибыл эшелон с «Тиграми» и «Пантерами».
Наиболее тяжёлые бои происходили в районе центральной площади и железнодорожного вокзала.

## Бой за Страдом
На территории железнодорожного вокзала Ченстохова-Страдом произошёл двухчасовой бой советских танкистов с поездом, перевозящим тяжёлые танки типа «Тигр» и «Пантера» для немецкой 4-й танковой армии. После осознания своего положения и понимания тщетности дальнейшей борьбы, немцы бросили танки и бежали в сторону Люблинца.

## Разминирование Ясногорского монастыря
В панике отступающие немецкие войска попытались поджечь арсенал Ясногорского монастыря, забросав его горящими одеялами, политыми бензином. Пожар был потушен охраной монастыря и братией.
Писатель Борис Полевой, посетивший монастырь в январе 1945 года, рассказывает, что немцы заминировали монастырь с помощью авиабомб и двух мин, одна из которых с замедленным взрывателем, с целью свалить варварский поступок на большевиков. Процедуру разминирования монастыря писатель описывает в автобиографической книге «До Берлина — 896 километров»:

А мины-то он, сволочь, точно под алтарь подложил, под самый контрфорс с расчетом на эту икону. […] Тридцать шесть авиабомб извлечены и разряжены. Отысканы два взрывателя: один ударный — ловушка в лазе, другой, химический, с дистанцией дней на десять.

Тогдашний настоятель монастыря Станислав Новак подтверждает факт минирования, излагая слегка иную версию:

…Относительно о минирования Ясногорского монастыря замечу, что после ухода немцев из зданий монастырского подворья, там была обнаружена одна мина и несколько авиабомб (сложенных одна на другой) внутри ограждения перед валами с правой стороны Щита (внешний алтарь над Чудотворной Часовней). В связи с этим я обратился к военным советским властям с просьбой снять ту мину и бомбы с ограждения и проверить, нет ли где ещё мин в зданиях. Между тем один из братии (механик, брат Габриэль) без моего ведома разрядил мину. В моё отсутствие военные сапёры осмотрели постройки и, когда я туда прибыл, уже не застал их, лишь увидел размещённые по всем стенам надписи по-русски «мин нет».
Оригинальный текст (пол.)…Odnośnie do wzmianki o podminowaniu klasztoru jasnogórskiego, zaznaczam, że po opuszczeniu przez Niemców zabudowań klasztornego podwórza znaleziono tam jedną minę oraz kilka bomb lotniczych (złożonych jedna na drugiej) wewnątrz ogrodzenia przed wałami z prawej strony Szczytu (ołtarz zewnętrzny nad Cudowną Kaplicą). Wobec tego zawiadomiłem wojskowe władze radzieckie z prośbą, by zabrano ową minę, bomby z ogrodzenia oraz, by zbadano czy nie znajduje się więcej min w owych zabudowaniach. Tymczasem jeden z braci (mechanik, brat Gabriel) bez mojej wiedzy rozładował owa minę. W mojej nieobecności saperzy wojskowi zbadali zabudowania i gdy tam przybyłem, już ich nie zastałem, lecz zauważyłem rozmieszczone po murach wszystkich napisy po rosyjsku "min nie ma".

## Конец дистрикта Радом
С 12 декабря 1944 года в Ченстохову была перенесена столица дистрикта Радом, здесь же находился его губернатор, Эрнст Кундт. Ещё утром 16 января, за несколько часов до вторжения советских танков в город, он запретил эвакуацию немецких жителей, уверяя, что город не будет сдан. Сразу по получении вестей о том, что русские в городе, он бежал. Около 2000 немцев и фольксдойче было убито советскими солдатами, поляками и евреями, мстившими за годы унижений.
Первым советским военным комендантом города стал заместитель командующего 54 гвардейской танковой бригады Пётр Фомич Юрченко.

## Роспуск Армии Крайовой
19 января 1945 года был издан приказ о роспуске Армии Крайовой её главным комендантом Леопольдом Окулицким, возглавившим её после неудачного Варшавского восстания и находившимся на тот момент в Ченстохове.

Воины вооружённых сил страны
Быстро развивающееся советское наступление вскоре может привести к занятию всей Польши Красной Армией.
/…/
4. Армия Крайова распущена. Командиры не легализуются. Солдат освободить от присяги, выплатить двухмесячное содержание и законспирировать. Оружие спрятать.

## В культуре
- Известна серия фотографий освобождённой Ченстоховы авторства Макса Альперта и Рафаила Мазелева.
- Одним из кинооператоров, снимавших хронику на улицах освобождённой Ченстоховы, был Владимир Сущинский. Через месяц он погиб в Бреслау и был похоронен в Ченстохове на кладбище «Куле». Другим оператором был Николай Быков. Их съёмки вошли впоследствии в фильмы «Победа за Вислой» и звуковой «В Верхней Силезии».
- В момент событий в городе находился будущий польский писатель Марек Хласко, который опишет события в книге «Прекрасные, двадцатилетние».
- Через несколько дней после освобождения в Ченстохове оказался писатель и военный корреспондент Михаил Коряков. Впоследствии икона из Ченстоховы спасла ему жизнь. Связанные с этим истории описаны им в книгах «Освобождение души» и «I’ll never go back».

## Оценки
Падение Варшавы знаменательно, но больший практический смысл имеет взятие Ченстоховы и Кракова, вплотную у границы Рейха. Ну, может немецкие пропагандисты предупредят своих читателей и слушателей о грядущих ужасных новостях.Оригинальный текст (англ.)The fall of Warsaw is symbolic; but of greater practical significance is the capture of Czestochova and Cracow, so close to the Reich border. Well may the German propagandists warn their readers and listeners of dreadful news to come.
— Daily Herald, 18.01.1945
- «Особенно блистательная военная операция была проведена комбатом Хохряковым С. В. под городом Ченстоховом, когда его батальон, пройдя с боями более 200 километров и освободив этот польский город от фашистов, открыл путь основным силам Советской Армии на территорию гитлеровской Германии.»
- — Владимир Андрианович, ведь освобождение крупного города, имеющего три кольца обороны противника, задача не из легких? — спросил я Пикалова.

— Пример освобождения крупного города и оборонительного пункта немцев батальоном танкистов и батальоном мотострелков за одни сутки не имеет себе равных, бой за взятие Ченстохова теперь изучают в военных учебных заведениях.
- Составленный в декабре 1944 года план наступательной операции войск 1-го Украинского фронта не содержал задач войскам после выхода на рубеж р. Пилица, ограничиваясь общим указанием «… развивать наступление на Бреслау»[4]

## Награды
Согласно приказу Верховного Главнокомандующего № 225 от 17 января 1945 года:
- Соединения и части, наиболее отличившиеся в боях за овладение городами Ченстохова, Пшедбуж и Радомско были представлены к присвоению наименования «Ченстоховских» и к награждению орденами[5].
- 17 января 1945 года в 23 часа Москва салютовала «доблестным войскам 1-го Украинского фронта, овладевшим городами Ченстохова, Пшедбуж и Радомско, 20 артиллерийскими залпами из 224 орудий»[5].

## Память
- Одна из улиц Ченстоховы была названа улицей Хохрякова[6], впоследствии переименована в ул. Курпиньского-Понурого, польского диверсанта Армии Крайовой, не имевшего к освобождению родного города никакого отношения, ещё одна была названа улицей 16 января, переименована в Кеджинскую[7]
- Две главных улицы Мстува носят названия «Освобождения»[8] и «16 января»[9] до сих пор.
- В ПНР были выпущены памятные медали к 25, 30 и 35-летию освобождения Ченстоховы.
- На центральной площади Ченстоховы — площади Беганьского — до 1992 года стоял памятник советскому солдату-освободителю. Снесён, как символ советской оккупации.
- Аналогичная судьба постигла памятник на площади Дашиньского.